# Herman Witkam
Herman Witkam (Leiden, 19 maart 1985) is een Nederlandse componist van filmmuziek, multi-instrumentalist en sounddesigner. Opmerkelijk is dat Witkam diverse muziekinstrumenten die in zijn filmmuziek hoorbaar zijn zelf inspeelt. Zijn meest bekende werken zijn de muziek voor de Mees Kees-films, Spijt! en Dikkertje Dap. Voor die laatste film, die ook voor de Berlinale geselecteerd werd, ontving Witkam in 2018 de Buma Filmmuziek Award.

## Biografie
Witkam groeide op in Leiden en speelde in diverse bands tijdens zijn middelbareschoolperiode. Tijdens zijn studie aan de HKU componeerde Witkam muziek voor korte films via internationale online filmfestivals. Voor zijn muziek voor twee van deze films, A Little Mouth to Feed en Rekindled, won hij in 2010 respectievelijk de prijzen voor beste muziek aan het Hollyshorts Film Festival in Hollywood en beste song op het Shriekfest Film Festival in Los Angeles. Beide films werden geregisseerd door Jack Daniel Stanley, die ook de tekst voor het winnende liedje Rekindled schreef.
Voor de populaire film- en tv-serie Mees Kees schreef Witkam tot nu toe alle muziek. De eerste drie films behaalden platina. Naast dramafilms componeerde Witkam ook muziek voor documentaires, zoals My Amityville Horror, waarvoor hij "duistere griezelige muziek schreef die vaak richting sounddesign gaat". Witkam bespeelt ook etnische muziekinstrumenten, zoals doedoek, shakuhachi, quena en bawu. Zo heeft hij instrumenten ingespeeld voor console games als Mortal Kombat 11 en Total War: Rome II, en films zoals The Seven of Daran: Battle of Pareo Rock en The King Maker.

## Beknopte filmografie
2022
- Tot zonsondergang

2021
- Hoe mijn keurige ouders in de bak belandden (tv-serie)

2019
- Mees Kees in de wolken

2017
- Dikkertje Dap
- Mees Kees (tv-serie)

2016
- Mees Kees langs de lijn
- De Vrije Markt
- Hollandse Meesters in de 21e eeuw (tv-serie)

2015
- Volgens Jacqueline (tv-serie)
- De prijs van de waarheid (tv-film)
- Sammy Paramaribo (tv-serie)

2014
- Hamartía: Om en nabij Van Gasteren
- Mees Kees op de planken
- Sint & Diego: Het geheim van de ring
- Pijnstillers

2013
- Mees Kees op kamp
- Sensei Redenshon
- Spijt!
- App
- Volgens Robert (tv-serie)

2012
- De Groeten van Mike!
- De 4 van Westwijk (tv-serie)
- Mees Kees
- Urfeld
- My Amityville Horror[6]

2011
- Train To Stockholm
- Mila's Journey
- Claustrofobia
- Blijf!

2010
- Golden Earrings[7]

## Prijzen
- 2018 Buma Awards - Filmmuziek Award - Dikkertje Dap
- 2011 Eindhoven Film Festival - Beste muziek - Prosopagnosia
- 2010 HollyShorts Film Festival - Beste muziek - A Little Mouth to Feed
- 2010 Shriekfest - Beste song - Rekindled

## Nominaties
- 2008 Action on Film International Festival - Beste muziek - Berlin